# 西溪 (杭州市)
西溪，或称沿山河、西溪河、留下溪，位于中国浙江省杭州市西湖区、余杭区境内，由留下东流注入余杭塘河，全长35千米。历史上的西溪则是上埠溪、沿山河、西溪河一线的概称。西溪上多古桥，在留下境内便有盈春桥、忠义桥、古灵慈桥、栅桥等古桥，其中忠义桥为杭州市境内现存最古老的单孔石拱桥，沿山河河岸的桥梁在1990年代以来有不少被拆除，但仍保留了地名。杭州市政府近些年对西溪各河段进行了大规模整治，两岸修筑了步道及园林、亭榭等休闲设施。:151-152

## 名称及走势
西溪河道在历史上及各类志书、地图中记载不一，经常被分别为西溪、西溪河、沿山河三条河道，实际上相互水系相互联系。现在人们习惯将留下至古荡河段称作沿山河或西溪，古荡至松木场河八字桥称作沿山河，八字桥北至余杭塘河称作西溪河。西溪在留下汇集了来自小和山等地的上埠溪河穿过留下的东穆坞溪之后，沿天目山路东向途径五常港、蒋村港、紫金港、莲花港、冯家河等河流交汇，通过这些河流与北面西溪湿地7000多亩水面相互联系。莲花港以东天目山路北侧的河道在修建天目山路时截断，水流通过地下涵管穿过天目山路至古翠路路口重新出伏天目山路南侧，一直沿着天目山路至八字桥。原先西溪在八字桥与松木场河相互联系，但松木场河埋没以后，沿线的河水之后通过地下涵管注入西溪河，这一带地势低洼容易产生内涝。西溪河再向北，在乌篷桥分叉东折与古新河相连，最终一路向北注入余杭塘河。:150-151
据《民国杭州府志》，西溪河源自灵隐山西北，水自松木场水口，沿山十八里，汇入余杭塘河，一起注入新开运河。传说宋高宗想要在西溪建立都城，但是到了凤凰山之后改主意，就说西溪且留下，所以西溪又名留下溪。西溪水源在分金、澹竹二岭，沿着象卧山过上埠，汇入鸡笼河中，西绕留下镇后注入古荡等地的湿地中，汇集马池、穆埠、童婆涧、安乐桥四水道直穿镇北，接受余杭南湖之水而东西折至大溪河出闲林入古荡，一路都是宋代的辇道，两岸都是茶竹梅栗的深林中少有人家。到了永兴寺下地势平旷，河道旷阔，各成景致；自永兴到岳庙又是十里梅花，弥望如雪。上埠溪在西溪西南，为商业汇集之地，故名上埠。

## 河道水系

### 西溪河
是中國杭州的一条南北走向的河道，南起天目山路，北至余杭塘路，靠近保俶路。是沿山河在保俶路八字桥大拐弯后向北段的名称。之后过文一路并入余杭塘河，最终注入京杭大运河。西溪河全长2.7千米，平均水深2.5米，实际流量10.8万立方米每天。西溪湿地即得名于此河，西溪曾與西湖與西泠合稱三西。西溪河河道狭窄，自身净化能力弱，而沿岸楼盘林立，居民密集，生活污水排放成为了西溪河的主要污染源，水质在四到五类之间。

### 沿山河
沿山河河段又名西溪河，北面是西溪湿地，南面是天目山路，发源于余杭区闲林镇与富阳区受降镇交界的板照山麓，经留下，沿天目山路一路向东至古荡，在保俶路八字桥大拐弯后向北，改称西溪河，过文一路后并入余杭塘河，最终注入大运河。西溪路即得名自西溪河。

### 西溪上游
西溪上游为上埠溪和灵项溪。上埠溪旧为商贸聚集之地，其上5千米进入余杭区闲林街道境内为灵项溪，俗称为大溪，灵项溪上游为闲林水库其发源地在余杭区、富阳区、西湖区三区交界的板照山中。2019年，闲林街道的里项村正式改名为西溪源村，并且谋求建设西溪源景区。